# Turako velký
Turako velký (Corythaeola cristata) je velký pták z čeledi turakovitých. Vyskytuje se například v Demokratické republice Kongo, Burundi, Libérii, Pobřeží slonoviny, Guineji, Tanzanii a dalších státech. Mezinárodní svaz ochrany přírody jej považuje za málo dotčený.

## Popis a charakteristika
Turako velký měří 70 až 75 cm. Hmotnost samic se může vyšplhat až na 1231 g, samci jsou menší, vážící až 949 g. Turako má tyrkysové peří na těle, tmavě modrou chocholku, zobák je zbarven žlutooranžově, ocasní pera mají na konci černé skvrny. Břicho je žluté, zbytek je karmínově červený.

## Potrava
Konzumuje hlavně ovoce.

## Vztah s lidmi
Turako velký je ve své domovině loven domorodci pro maso a peří.

## Chov v ZOO
V Česku je chován pouze v Safari parku Dvůr Králové a v zoo Zlín.